# Anthology: Set the World Afire
Anthology: Set the World Afire —en español: Antología: Haz arder el mundo— es el tercer álbum recopilatorio de Megadeth que además tiene un demo de High Speed Dirt nunca antes escuchado y 2 canciones en vivos (Symphony of Destruction y Peace Sells) en un concierto de 1992. El disco fue lanzado a la venta en septiembre de 2008 por Capitol Records.

## Lista de canciones
Disco 1
1. Mechanix – 4:22
2. Rattlehead – 3:43
3. Peace Sells – 4:03
4. Wake Up Dead – 3:40
5. Devils Island – 5:05
6. Anarchy in the U.K. – 3:01
7. Set the World Afire – 5:48
8. Into the Lungs of Hell – 3:22
9. In My Darkest Hour – 4:39
10. Holy Wars...The Punishment Due – 6:32
11. Tornado of Souls – 5:19
12. Hangar 18 – 5:14
13. Take No Prisoners – 3:26
14. Go To Hell– 4:36
15. Sweating Bullets - 5:26
16. Crown of Worms - 3:17
17. High Speed Dirt (Demo) - 4:46

Disco 2:
1. Skin O' My Teeth - 3:14
2. Ashes In Your Mouth - 6:10
3. Breakpoint – 3:29
4. Angry Again – 3:47
5. Train of Consequences – 3:26
6. Reckoning Day – 4:34
7. À tout le monde – 4:28
8. The Killing Road – 3:57
9. New World Order - 3:47
10. Trust – 5:12
11. She-Wolf – 3:38
12. Insomnia - 4:15
13. Prince of Darkness – 6:26
14. Kill the King – 3:46
15. Dread and the Fugitive Mind – 4:25
16. Foreclosure of a Dream - 4:17
17. Symphony of Destruction (Vivo) - 4:08
18. Peace Sells (Vivo) - 4:16

## Créditos
- Dave Mustaine - Cantante y guitarra rítmica en todas las canciones
- Marty Friedman - Guitarrista en las canciones 10-17 del disco 1 y 1-13, 17 and 18 del disco 2
- Chris Poland - Guitarrista en las canciones 1 - 5 del disco 1
- Al Pitrelli - Guitarrista en las canciones 14 y 15 del disco 2
- Jeff Young - Guitarrista en las canciones 6 - 9 del disco 1
- David Ellefson - Bajista en todas las canciones
- Nick Menza - Baterista en las canciones 10 - 17 del disco 1 y 1 - 11 y 17 y 18 del disco 2
- Gar Samuelson - Baterista en las canciones 1 - 5 del disco 1
- Jimmy Degrasso - Baterista en las canciones 12 - 15 del disco 2
- Chuck Behler - Baterista en las canciones 6 - 9 del disco 1

## Trivia
En la tapa del CD por error en los créditos de la canción Go To Hell procedente de la banda sonora de la película "Bill & Ted's Journey", dice "Bill & Ted's Bogus Adventure".
Crown of Worms por error aparece como una versión demo. En realidad, es la misma versión que la del Countdown to Extinction Remasterizado, 2004.
Angry Again solo sale como procedente de la banda sonora de la película Last Action Hero, cuando también debería salir del disco Hidden Treasures.
Dread and the Fugitive Mind sale procedente de los álbumes Capitol Punishment y Greatest Hits cuando también aparece en el álbum The World Needs a Hero.
- Datos: Q2667827